# Conseil présidentiel libyen
Pour les articles homonymes, voir Conseil présidentiel (Libye) et Conseil présidentiel.
Le Conseil présidentiel libyen (en arabe : المجلس الرئاسي الليبي, al Majlis al Riyasiu) est l'organe à la tête du pays depuis le 10 mars 2021. Les membres représentent chacune des trois régions historiques de la Libye.

## Historique
Le Conseil présidentiel est élu le 5 février 2021 lors du Forum de dialogue politique libyen. Il prend ses fonctions le 10 mars 2021, date de validation du Gouvernement Abdel Hamid Dbeibah.

## Membres
| Fonction       | Nom                      | Région       |
| -------------- | ------------------------ | ------------ |
| Président      | Mohammed el-Menfi        | Cyrénaïque   |
| Vice-président | Moussa al-Koni           | Fezzan       |
| Vice-président | Abdullah Hussein Al-Hafi | Tripolitaine |